# Alice Nordin

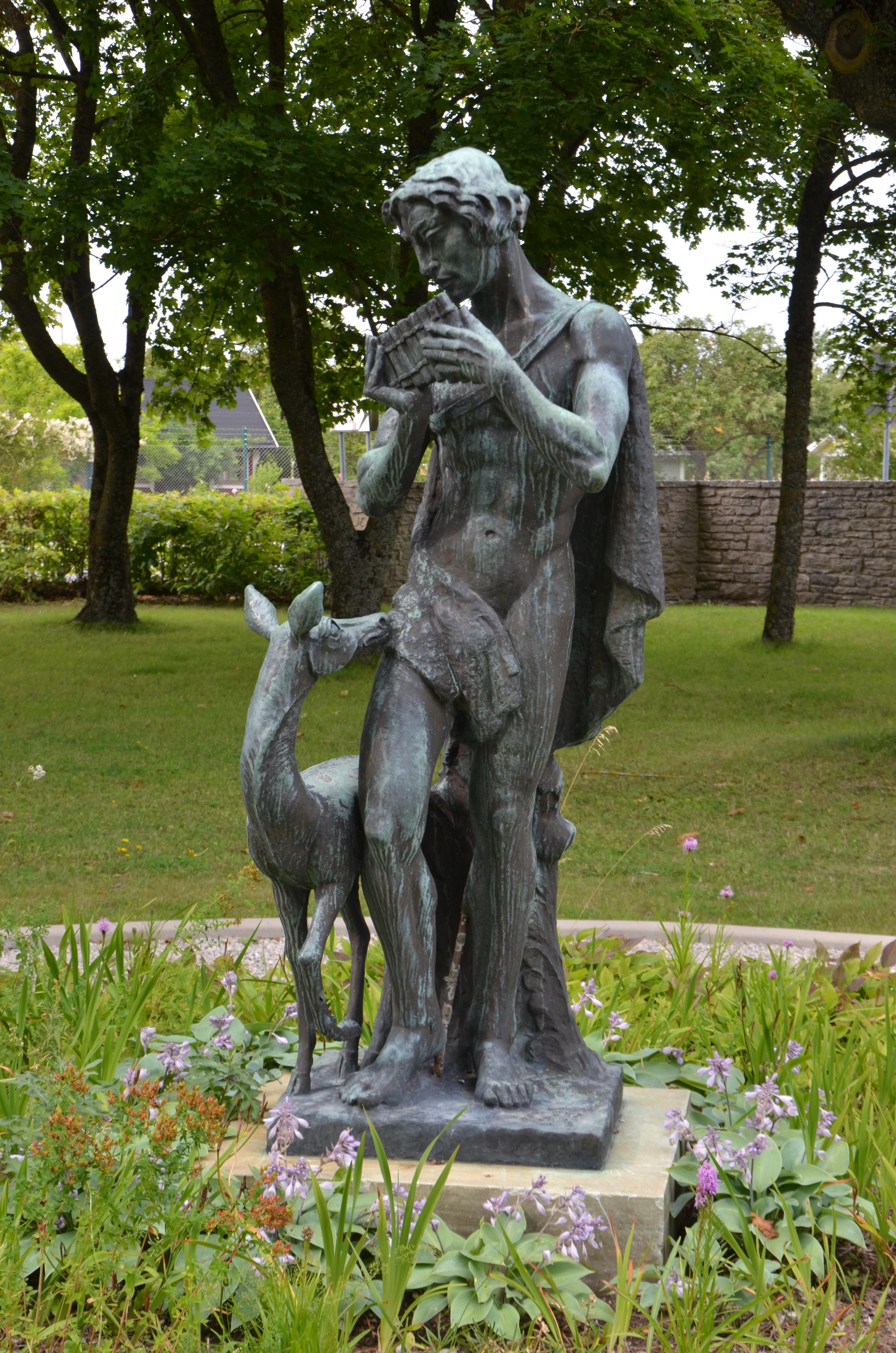
Manada con hind en Visby, Gotland.

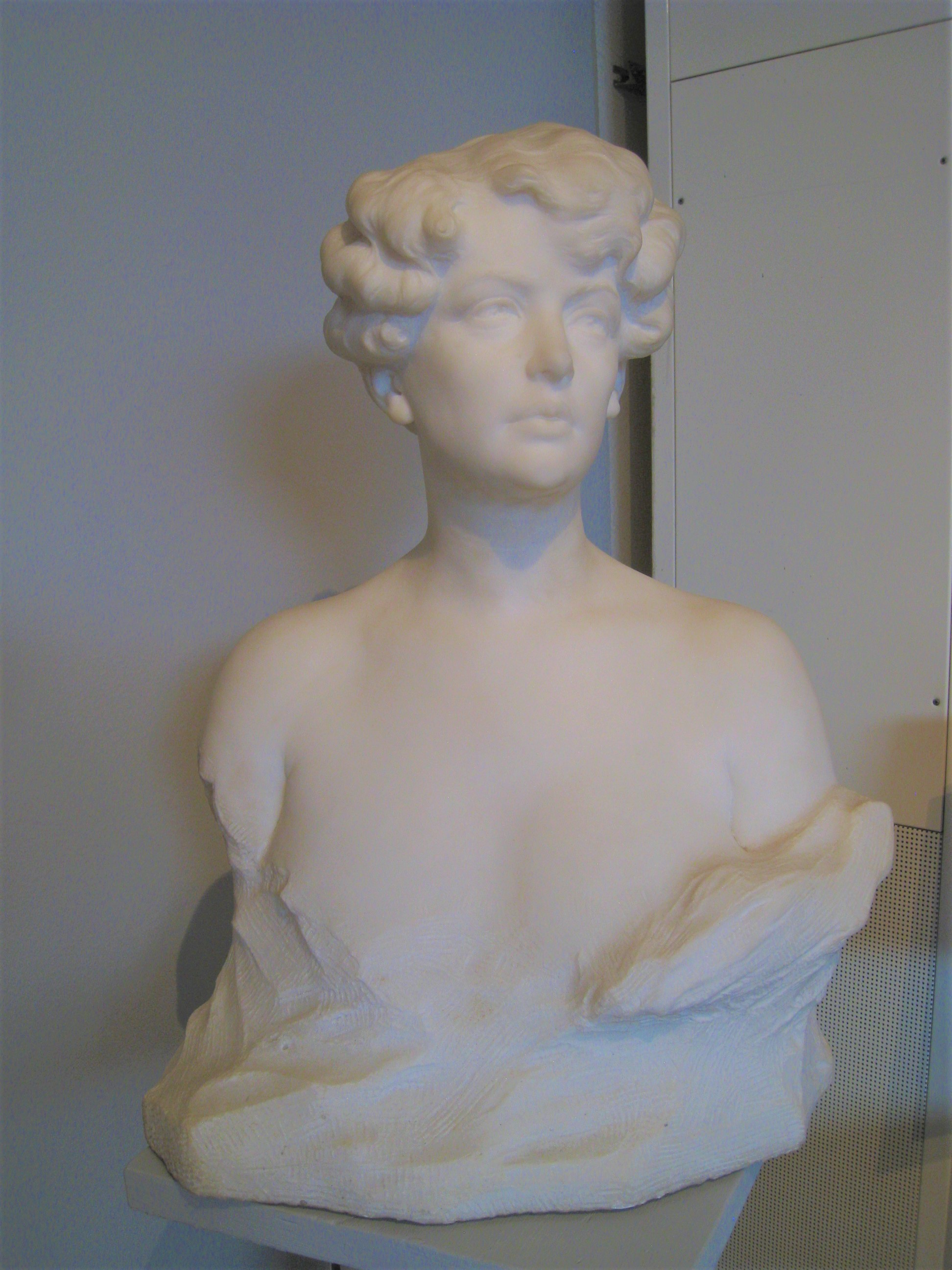
Baronesa Märtha Cederström, busto realizado por Alice Nordin, 1910. Mármol de Carrara, altura 48 cm.

Alice Maria Nordin (Estocolmo, 4 de mayo de 1871-Estocolmo, 26 de mayo de 1948), fue una escultora y artesana sueca.

## Biografía

### Familia y antecedentes
Era la hija del maestro carpintero August Nordin, de Boge en Gotland. Era hermana del escultor y artista gráfico Hjördis Nordin-Tengbom (1877-1959).

### Formación
Sus primeros impulsos artísticos se comprobaron en la mesa de dibujo de su padre ya cuando era niña. Su búsqueda artística continuó durante la etapa escolar y dibujó retratos que encontró en libros y revistas ilustradas. Comenzó en la Escuela Técnica de Artes, Artesanías y Diseño (Konstfack) de Estocolmo en 1896 cuando cumplió quince años. La intención fue entonces formarse como grabadora. También estudió con el grabador y profesor Adolf Lindberg durante un par de años. Para su desarrollo continuo, siguiendo las recomendaciones de Lindberg, se postuló a la Academia de Bellas Artes. Estudió en la Real Academia de Bellas Artes de Estocolmo entre 1890 y 1896 y en la Académie Colarossi de París, luego en Roma y Florencia. Bajo la dirección John Börjeson en la Academia de Bellas Artes, se interesó por la escultura y el arte grecorromano.
En la primavera de 1895 recibió la Medalla Ducal por la estatua Crepúsculo (Skymning) y dos años más tarde la Medalla Real por el poema Un sueño de primavera (En vårdröm). En 1897, también realizó los dos pintorescos bustos de Ludvig Norman y August Söderman para el vestíbulo del Dramaten, el teatro real.
Su éxito también le proporcionó recursos económicos. Viajó a París y realizó más estudios. En París, instaló un estudio en la rue Delhambre y fue supervisada por el famoso escultor francés Jean-Antoine Injalbert. En 1899 regresó a Estocolmo y recibió el encargo de decorar el nuevo hotel privado del artista y conde Georg von Rosen en Strandvägen. Georg von Rosen fue catedrático en la Academia de Bellas Artes de 1880 a 1908. Nordin viajó a Roma dos años después, en 1901, donde montó un estudio en via Liguria. En Roma, también se convirtió en miembro de la Asociación Sueca, que incluía al arquitecto Anders Lundberg y a la pintora Ebba von Koch. Esta fue su primera visita a la ciudad y permaneció allí durante tres meses. Después de esto, viajó entre Suecia, Francia, Italia y España durante unos años.
Durante una visita temporal a Suecia en 1905 participó en la fundación de la propia Academia de Damas con Selma Lagerlöf como presidenta. Era una academia que se describió por tener «las máximas representantes del trabajo de las mujeres suecas contemporáneas en diferentes áreas culturales». La tarea de la academia consistía en otorgar becas para «premiar o promover cualquier acto femenino meritorio». Había mil coronas suecas durante el primer año.
En 1905 fue nombrada la artista femenina más importante de Suecia en una encuesta de lectores de la revista Idun.
Después de pasar unos años más en Francia e Italia, regresó en 1910 a su casa en Gamla Kungsholmsbrogatan en Estocolmo. Durante la década de 1910, realizó algunas esculturas en porcelana parian para la fábrica de porcelana de Gustavsberg. En 1911 participó en la primera exposición femenina de Suecia. La exposición tuvo lugar en las salas de la Academia de Arte en la Casa de los Artistas en Smålandsgatan 7 en el centro de Estocolmo y recibió el nombre de "Artistas suecos".
En 1926 le fue atribuido el reconocimiento de la medalla Litteris et artibus, lo que la convirtió en la primera artista mujer en recibir este galardón real.
También fue una intensa escritora, con gran correspondencia epistolar, cartas a un amplio círculo de amigos, guiones de artículos, reseñas de exposiciones y presentaciones de sus propias obras. Colaboró con crónicas de viajes en la revista sueca Idun.

## Vida privada
Entre 1917 y 1918 estuvo casada con Andreas Lindbom. Falleció en Estocolmo en 1948, se encuentra sepultada en la tumba familiar de Nordin en el cementerio de Norra en Solna.

## Obras
Alice Nordin es más conocida por los bustos, que se pueden encontrar en la Ópera Real de Estocolmo y el Dramaten, así como por sus esculturas en porcelana parian, yeso, bronce y mármol de desnudos de cuerpos femeninos en poses seductoras según el estilo francés dominante en la época, y algunas alegorías florales.
Entre otras cosas, entre 1903 y 1916, diseñó accesorios de iluminación en estilo Art nouveau para la fábrica de lámparas de Arvid Böhlmark en Estocolmo. Diseñó de todo, desde grandes candelabros hasta relojes de mesa y ceniceros.

## Exposiciones
En 1911 fue la primera mujer que organizó una exposición individual de escultura, la exhibición realizada en Konstnärshuset reunió unas cincuenta obras. Fue inmensamente popular en ese momento con 3000 visitantes. Luego hubo otras exposiciones individuales significativas que se realizaron en el Museo Norrköping en 1919, en Helsingborg en 1920 y en Estocolmo en 1922. Nordin participó en varias exposiciones en Europa y Estados Unidos, incluso en los Juegos Olímpicos de Los Ángeles en 1932 con un busto de Mr. G. que ganó el concurso de arte de los Juegos Olímpicos. Este busto de yeso patinado de cincuenta y tres cm representaba al rey Gustavo V de Suecia.

## Colecciones
Está representada en el Museo de Arte de Kalmar, y en el Museo Nacional de Estocolmo, con unas 20 obras, principalmente esculturas en mármol o bronce fundido, también figurillas en cerámica parian fabricadas en la Fábrica de Porcelana Gustavsberg. Asimismo el Museo de Arte de San Francisco posee su trabajo.

## Obras públicas seleccionadas
- Herde och hind, bronce, erigido en 1937, fuera de la clínica psiquiátrica, Norra Hansegatan 4 en Visby[2]
- Lekande barn, bronce, 1912, Djurgården en Estocolmo
- Monumento en el cementerio de la familia Langlet en la iglesia de Lerbo, parroquia de Katrineholmsbygdens, Södermanland
- Pila bautismal, bronce, capilla de Sandhamn
- Tres fuentes en jardines privados
- Ariel en Sölvesborg
- Gabriel (1925), Högalidskyrkan en Estocolmo[11]
- Nausikaa (1930)